# Neoneura carnatica
Neoneura carnatica – gatunek ważki z rodziny łątkowatych (Coenagrionidae). Występuje na terenie Karaibów.